# Euphyia grisescens
Euphyia grisescens là một loài bướm đêm trong họ Geometridae.